# استان گنجه-داش‌کسن

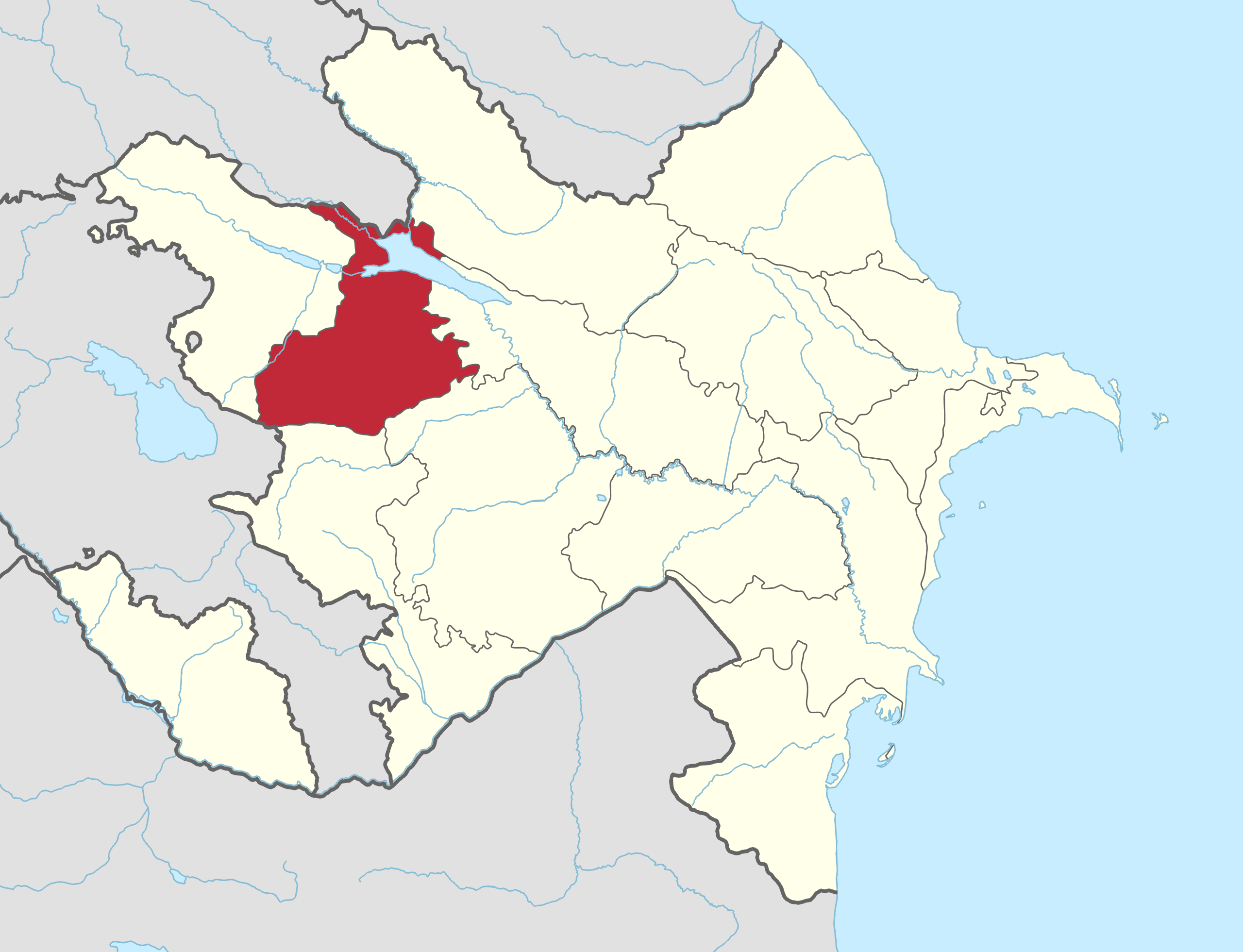
موقعیت استان گنجه-داش‌کسن در نقشهٔ تقسیمات کشوری جمهوری آذربایجان.

استان گنجه-داش‌کسن (به ترکی آذربایجانی: Gəncə-Daşkəsən İqtisadi Rayonu) یکی از بخش‌های ۱۴ گانهٔ سطح اول تقسیمات کشوری در جمهوری آذربایجان است. شهر گنجه، پرجمعیت‌ترین شهر آن است.
این استان با ۵٬۲۷۰ کیلومتر مربع وسعت، دوازدهمین بخش کشور (سومین استان کم‌وسعت) و با ۶۰۹٬۶۰۰ نفر جمعیت در سال ۲۰۲۰، هفتمین بخش کشور محسوب می‌شود.
استان گنجه-داش‌کسن از سمت شمال به کشور گرجستان، از سمت جنوب به استان‌های قره‌باغ و زنگه‌زور شرقی، از سمت شرق به استان‌های آران مرکزی و شکی-زاقاتالا و از سمت غرب به استان قزاق-توووز و کشور ارمنستان محدود شده‌است.
این استان به ۶ قسمت شامل ۲ «شهر تابع جمهوری» (Respublika Tabeli Şəhər) و ۴ «شهرستان» یا «منطقه» (Rayon) تقسیم شده‌است:

## فهرست شهرهای تابع جمهوری
| ردیف | نام شهر | مساحت (کیلومتر مربع) | جمعیت (۲۰۰۹) | جمعیت (۲۰۱۹) | رتبه در کشور |
| ---- | ------- | -------------------- | ------------ | ------------ | ------------ |
| ۱    | گنجه    | ۱۱۰                  | ۳۱۳٬۲۰۰      | ۳۳۴٬۰۰۰      | ۳            |
| ۲    | نفتالان | ۴۰                   | ۸٬۹۰۰        | ۱۰٬۲۰۰       | ۷۴           |

## فهرست شهرستان‌ها
| ردیف | نام شهرستان | مساحت (کیلومتر مربع) | جمعیت (۲۰۰۹) | جمعیت (۲۰۱۹) | رتبه در کشور |
| ---- | ----------- | -------------------- | ------------ | ------------ | ------------ |
| ۱    | گورانبوی    | ۱٬۷۰۰                | ۹۴٬۳۰۰       | ۱۰۴٬۱۰۰      | ۳۳           |
| ۲    | گوی‌گول      | ۹۲۰                  | ۵۷٬۲۰۰       | ۶۳٬۹۰۰       | ۵۳           |
| ۳    | ساموخ       | ۱٬۴۵۰                | ۵۳٬۷۰۰       | ۵۸٬۳۰۰       | ۵۶           |
| ۴    | داش‌کسن      | ۱٬۰۵۰                | ۳۲٬۷۰۰       | ۳۵٬۱۰۰       | ۶۷           |